# Tanaecia irma
Tanaecia irma är en fjärilsart som beskrevs av Hans Fruhstorfer 1905. Tanaecia irma ingår i släktet Tanaecia och familjen praktfjärilar. Inga underarter finns listade i Catalogue of Life.